# Gomphillaceae
Famille
Les Gomphillaceae sont une famille de champignons ascomycètes. Elle comporte environ 300 espèces de lichens se développant le plus souvent à la surface de feuilles vivantes, et associés à des algues vertes. Il s'agit très majoritairement d'espèces tropicales.

## Liste des genres
Selon Myconet :
- Actinoplaca
- Aderkomyces
- Aplanocalenia
- Arthotheliopsis
- Asterothyrium
- Aulaxina
- Calenia
- Caleniopsis
- Diploschistella
- Echinoplaca
- Ferraroa
- Gomphillus
- Gyalectidium
- Gyalidea
- Gyalideopsis
- Hippocrepidea
- Jamesiella
- Lithogyalideopsis
- Paratricharia
- Psorotheciopsis (incertae sedis)
- Rubrotricha
- Sagiolechia (incertae sedis)
- Tricharia